# 志波姫町
志波姫町（しわひめちょう）は、宮城県北部にあった町である。
東北新幹線くりこま高原駅開業以来、栗原郡の玄関口としての地位を占める。2005年4月1日に栗原郡内全町村が合併し、栗原市となった。

## 地理
宮城県北部に位置する町である。ほぼ平坦な地形である。
- 河川：迫川

### 隣接した自治体
- 宮城県栗原郡若柳町、金成町、築館町

## 歴史
- 1889年4月1日 姫郷村、白幡村、梅崎村が合併し、志波姫村となる。
  - 町名の由来：「木花開耶姫命（このはなさくやひめのみこと）」を祭る「志波姫神社」の名にちなんで命名された。
- 1965年4月1日 志波姫村が町制施行し、志波姫町となる。
- 2005年4月1日 栗原郡内全町村が合併し、栗原市となる。

## 行政
- 最後の町長：鹿野清一（2003年〜）

## 経済

### 産業
農業が町の産業の中心である。

## 姉妹都市・提携都市

### 国内
- あきる野市（東京都）
  - 1985年2月11日 友好姉妹都市締結（旧五日市町）。

## 教育
- 中学校
  - 志波姫町立志波姫中学校
- 小学校
  - 志波姫町立志波姫小学校

## 交通

### 鉄道
- 東日本旅客鉄道
  - 東北新幹線：くりこま高原駅

### 道路
- 一般国道
  - 国道4号
  - 国道398号
- 都道府県道
  - 宮城県道250号くりこま高原停車場線
  - 宮城県道268号くりこま高原停車場伊豆沼線

## 名所・旧跡・観光スポット・祭事・催事
- 壇の松（坂上田村麻呂ゆかりの地といわれる）
- 糠塚遺跡
- 前九年の役古戦場跡
- 志波姫神社

## 出身有名人
- みなみらんぼう （シンガーソングライター）
- 千葉卓三郎 （自由民権運動家）